# أولمن
أولمن أو أُلمِن (بالألمانية: Ulmen) هي مدينة و بلدة ألمانية تقع في ألمانيا في راينلند بالاتينات. يقدر عدد سكانها بـ 3,229 نسمة .